# Château d'Oka
Le château d'Oka (岡城, Oka-jō) , aujourd'hui en ruine, se trouve à Taketa, dans la préfecture d'Ōita, au Japon. 

## Histoire
Le château d'Oka a une longue histoire. Situé au sommet d'une montagne, il a été construit en 1185 pour Minamoto no Yoshitsune.
Shiga Sadatomo en prit le contrôle en 1332 et effectua de nombreuses réparations et améliorations. Le château fut contrôlé par les descendants de Shiga jusqu'en 1586.
À ce moment-là, il fut repris par Nakagawa Hideshige (en 1594) et d'autres améliorations furent apportées, notamment une extension. Un donjon principal a été ajouté avec un palais. La tourelle Sankai (三階櫓), le tenshu de facto du château, s'est effondrée lors d'un tremblement de terre en 1769. De nombreux bâtiments ont été détruits en 1771 par un incendie qui avait démarré dans la ville du château. Les Nakagawa dirigèrent le château jusqu'à la restauration de Meiji.
Le château d'Oka a été mis hors service en 1871 et, en 1874, tous les bâtiments ont été démantelés.

## Site actuel
Le site actuel présente encore certains des vastes murs de pierre de plusieurs kilomètres. Il s'y trouve une statue qui rend hommage à Rentarō Taki.